# بوشتی
بوشِتی (گرجی: ბუშეტი) یک روستا در شهرداری تلاوی در گرجستان است.